# 李齡
李齡（1406年—15世紀），字景齡，廣東潮州府潮陽縣人，明朝政治人物。

## 生平
李齡是南宋學者李侗後裔，祖父改姓魏，直至李齡出仕後恢復李姓，父魏憲舉到莆田任興化府儒學教授，李齡隨行。宣德四年（1429年）成舉人，正統元年（1436年）會試中副榜，授賓州學正，五年（1440年）因嫡母離世回鄉，服闕後得禮部尚書胡濙、國子監祭酒李時勉推薦補任國子監學錄，轉江西道監察御史，提督北畿學政，陞詹事府府丞，景泰初年充任史局官僚協修歷代帝紀，分考會試因生母去世回鄉。明英宗復辟，輔導官多獲罪貶謫，他卻因為沒有參與建儲之議得免，改官太僕寺丞，天順五年（1461年）外轉江西提學僉事，為時人所忌，中流言而辭官，數個月後去世。他曾在白鹿洞書院講學，建二陸講堂，並捐田贍養士子，他去世後書院為其立祀。

## 引用
1. 1 2  《潮州耆舊集·卷一》：潮陽縣志名臣傳 參《江西通志》 李齡，字景齡，潮陽縣人，宋延平之後。父憲舉自中江，徙官之莆田，獨以少子齡從，齡因數間考亭遺訓，心竊識之。父卒，齡益自力學，宣德己酉舉鄉試高第，後以正統丙辰乙榜，授賓州學正，尋丁母喪旋歸，讓其所居近學宮地若干步有奇，服闕尚書胡濙、祭酒李時勉薦補國子學錄，轉江西道監察御史，提督北畿學政，進詹事府丞；景泰初選充官僚入史局，與修厯代帝紀得陪祀，典試會生母憂歸，未幾英宗復辟，輔導官多罪讁者，齡以弗與建儲議得免，終制改太僕寺丞，居數年出為江西提學，齡欲士子敦本尚行，嚴責記誦，痛抑奔競，其自持一言一動不苟，餘干胡居仁躬耕孝弟力行，有聞請至白鹿洞教事，以為學者式，嘗建二陸講堂，捐田贍士有功於時，齡卒為立至從祀，人或欺之亦篤信不渝，文章政事為當時所重，被讒而去，時論惜之。
2. ↑  《明英宗睿皇帝實錄·卷三百三十四》：（天順五年十一月）庚申……陞……太僕寺寺丞李齡江西僉事……
3. ↑  順治《潮州府志·卷六·人物部》：李齡，字景齡，潮陽人，大父依於魏從其姓，及齡貴始復李氏云，齡幼從父憲舉之官莆中，過考亭故址慕焉，父卒齡益自力學，宣德己酉舉於鄉，後以正統丙辰乙榜授賓州學正，用尚書胡濙、祭酒李時勉薦補國子學錄，改授監察御史督學北畿，晉詹事府丞；景泰初選充官僚入史局，與修厯代帝紀，丙戌分考春闈，會丁母憂歸，英宗復辟，輔導官多罪謫者，齡以弗與建儲議獲免，起改太僕寺丞，出為江西提學，既以才名為時所忌，中蜚語歸踰月卒，士論惜之。齡嘗講學白鹿書院，建二陸講堂，贍士以田，故卒以從祀云。
4. ↑  光緒《賓州志·卷十四·名宦》：李齡，字景齡，潮陽人，宣德中會試乙榜，授賓州學正，教士子敦本尚實，一言一動不苟，直指使者薦其「古道古心、實學實誨」，陞國子監學正，後為江西提學僉事，誨諸生以聖學，聘餘干明居正主白鹿洞，一時士風卓然歸正，祀名宦。 文載